# Kadanz
A Kadanz egy holland popzenekar, mely Utrechtben alakult 1982-ben, 1985 és 1989 között szünetelt a működésük, 1989-ben újabb felállással folytatták a zenélést. 2008 őszén néhány fellépés erejéig álltak újra össze.

## Tagok
- Kees van der Berg - gitár
- Martijn van Tour - gitár
- Eric van der Wal - dob
- Frans Bakker - vokál, ütősök
- Herman Schulte - ütősök
- Marc Dollevoet - vokál
- Ferry Lever - gitár
- Mies Sleegers - billentyűsök, vokál
- Ben Jansen - dob
- Frank Papendrecht - basszus
- Eddy Hilberts - gitár
- Fred Jenner - gitár

## Diszkográfia

### Nagylemezek
- Donkerblauw (1983)
- Pericoloso (1984)
- Blik op oneindig (1989)
- Van de wereld (1990)
- Sta op (1994)
- Aan of uit (1998)

### Kislemezek
- Failliet gaan we toch / Als toen (1983)
- In het donker (zien ze je niet) / Sfeertje van de kleertjes (1983)
- Intimiteit / Ik stop (1983)
- Wat jij me gaf / Jou versieren (1983)
- Zo jong / Hete nacht in Rome (1983)
- Gouden bergen / Gouden bergen (Instrumental) (1984)
- Nachttrein / Iedereen rijdt door rood (1984)
- Voor jou / De nacht viel (1984)
- Dagen dat ik je vergeet (1989)
- De stad (Die vrijheid heet) (1989)
- De wind / Kristal (1989)
- Merel / Eiland (1990)
- Vuurwerk / Voyeur, voyeur (1990)
- Niet zoals vroeger (1992)
- Door 't vuur (1994)
- Wat doe ik hier ? (1997)
- Alleen niet op maandag (1998)
- Voorjaar (Amsterdam) (1998)